# Solomon Meredith
Solomon Meredith var en fremtrædende landmand, politiker og lovhåndhæver fra Indiana, som blev en kontroversiel general i den amerikanske borgerkrig, hvor han kæmpede på Unionens side. Han blev berømt som anfører for den såkaldte Iron Brigade i Army of the Potomac.

## Unge år
Solomon Meredith blev født i Guilford i North Carolina. Hans forældre var kvækere, og han blev undervist hjemme. I 1829 rejste han til Wayne County i Indiana, hvor han fandt arbejde med at flække træ og arbejde på en gård. Han var senere kommis i en købmandsforretning i Centerville, Indiana. I 1834 blev han Sheriff for Wayne County, en post han havde i to år. Derefter blev han valgt til Indiana House of Representatives i fire perioder. I midten af 1850'erne blev han U.S. Marshal for Indiana. Han ejede en temmelig rodet gård, "Oakland", nær Cambridge City. Han blev kaldt "Long Sol" fordi han var 2 meter høj.  

## Borgerkrigen
Da borgerkrigen brød ud i starten af 1861 rekrutterede Meredith hundreder af mænd fra sin egen county og organiserede dem i et infanteriregiment af frivillige. Guvernør Oliver P. Morton udpegede Meredith til at være den første oberst for det nyoprettede 19th Indiana, selv om han ikke havde nogen forudgående militær erfaring. Regimentet rejste med tog til Washington, D.C., hvor det efter et stykke tid blev en del af Army of the Potomac og sammen med tre regimenter fra Wisconsin blev det til den berømte Iron Brigade. 
Meredith og hans Hoosierskæmpede under Northern Virginia-kampagnen ved det Andet slag ved Bull Run, hvor hans hest blev skudt væk under ham og maste ham, så han brækkede adskillige ribben. På grund af denne skade, og forbi han tog på orlov i Washington D.C. deltog han ikke i Slaget ved Antietam i september, hvilket indbragte ham en reprimande fra sin overordnede John Gibbon. En måned senere blev Meredith forfremmet til brigadegeneral og erstattede Gibbon, der blev forfremmet til en anden division, som chef for Iron Brigade – selv om Gibbon havde advaret mod det. I november førte Meredith brigaden i kamp for første gang i Slaget ved Fredericksburg, hvor han pådrog sig divisionschefen Abner Doubledays vrede, og han blev midlertidig erstattet af oberst Lysander Cutler. 
I foråret 1863 deltog Merediths brigade i slaget ved Chancellorsville, men kom stort set ikke i kamp. Det ændrede sig i juli, hvor Iron Brigade blev decimeret på den første dag af Slaget ved Gettysburg. Granatsplinter ramte Meredith i hovedet og dræbte hans hest, der faldt ned på Meredith og invaliderede ham yderligere. Han var herefter ikke i stand til at gøre tjeneste i felten. 
I resten af krigen udførte Meredith administrative opgaver, havde kommandoen over garnisoner som beskyttede Unionens flodhavne langs Mississippi-floden fra Cairo i Illinois og Paducah i Kentucky. Mens han fortsat var aktiv i hæren, stillede han op til valget til Repræsentanternes Hus, men tabte. Han havde været i åben strid med sin modstander (George Julian), og slog ham bevidstløs med en pisk. Ved brug af sine politiske forbindelser undgik han at blive tiltalt for vold. 
Da krigen sluttede i 1865 trak Meredith sig ud af hæren med den midlertidige rang af Generalmajor og vendte hjem til Indiana, hvor han fortsatte med at være landmand. Fra 1867–1869, var han øverste landmåler i Montana Territoriet. Han trak sig derefter tilbage til sin gård og avlede præmierede lang-horns kvæg, får og heste. 
Solomon Meredith døde på sin gård i 1875. Han ligger begravet på Riverside Cemetery i Cambridge City, Indiana.

## Fodnoter
1. ↑  betegnelse for folk fra Indiana

## Eksterne links
- Indiana University biografi over Meredith Arkiveret 25. december 2004 hos  Wayback Machine
- Brig. Gen. Solomon Meredith's officielle rapport om slaget ved Chancellorsville fra CivilWarHome.com
- Fotogalleri Arkiveret 8. februar 2008 hos  Wayback Machine